# Jack Adams Award
Il Jack Adams Award è un premio istituito dalla National Hockey League ed assegnato all'allenatore "che più ha contribuito al successo della sua squadra." È stato assegnato in 40 edizioni a 35 diversi allenatori. Il vincitore è selezionato attraverso una votazione della National Hockey League Broadcasters Association al termine della stagione regolare. Pat Burns è l'unico allenatore ad aver vinto il trofeo per tre volte.

## Storia
Il Jack Adams Award deve il suo nome a Jack Adams, giocatore membro della Hall of Fame di Toronto, Vancouver ed Ottawa, per lungo periodo allenatore e general manager dei Detroit Red Wings. Il premio fu assegnato per la prima volta alla conclusione della stagione regolare 1973-74.
Jacques Demers è l'unico allenatore ad aver vinto il trofeo per due stagioni consecutive. Quattro allenatori nella storia sono riusciti a vincere il trofeo con squadre diverse: Jacques Lemaire, Pat Quinn e Scotty Bowman hanno vinto il trofeo con due squadre, mentre Pat Burns è l'unico allenatore che ha vinto con tre squadre diverse. Le franchigie con più vincitori del Jack Adams Award sono i Philadelphia Flyers ed i Detroit Red Wings con quattro successi, seguiti dai St. Louis Blues e dai Phoenix Coyotes con tre, sebbene i Coyotes abbiano avuto due vincitori nell'era in cui erano ancora a Winnipeg, prima del trasferimento in Arizona. Bill Barber e Bruce Boudreau sono stati gli unici due allenatori ad aver vinto il titolo subentrando a stagione in corso. Barber prese il posto di Craig Ramsay nella stagione 2000-01, mentre Boudreau sostituì Glen Hanlon nel campionato 2007-08. La vittoria più risicata fu nel 2005, quando Lindy Ruff superò Peter Laviolette per un singolo voto.

## Vincitori

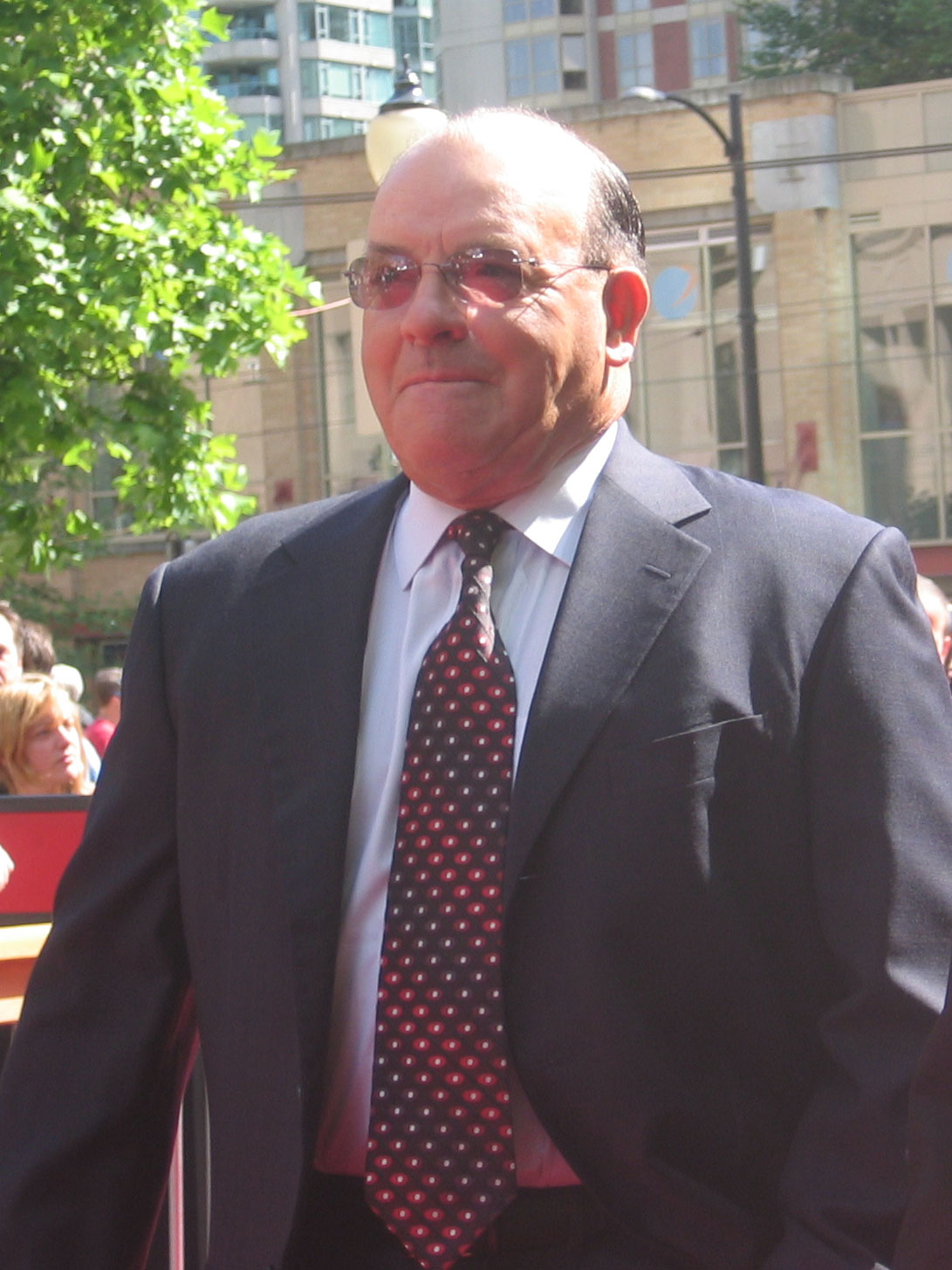
Scotty Bowman, vincitore nelle stagioni 1976–77 e 1995–96.

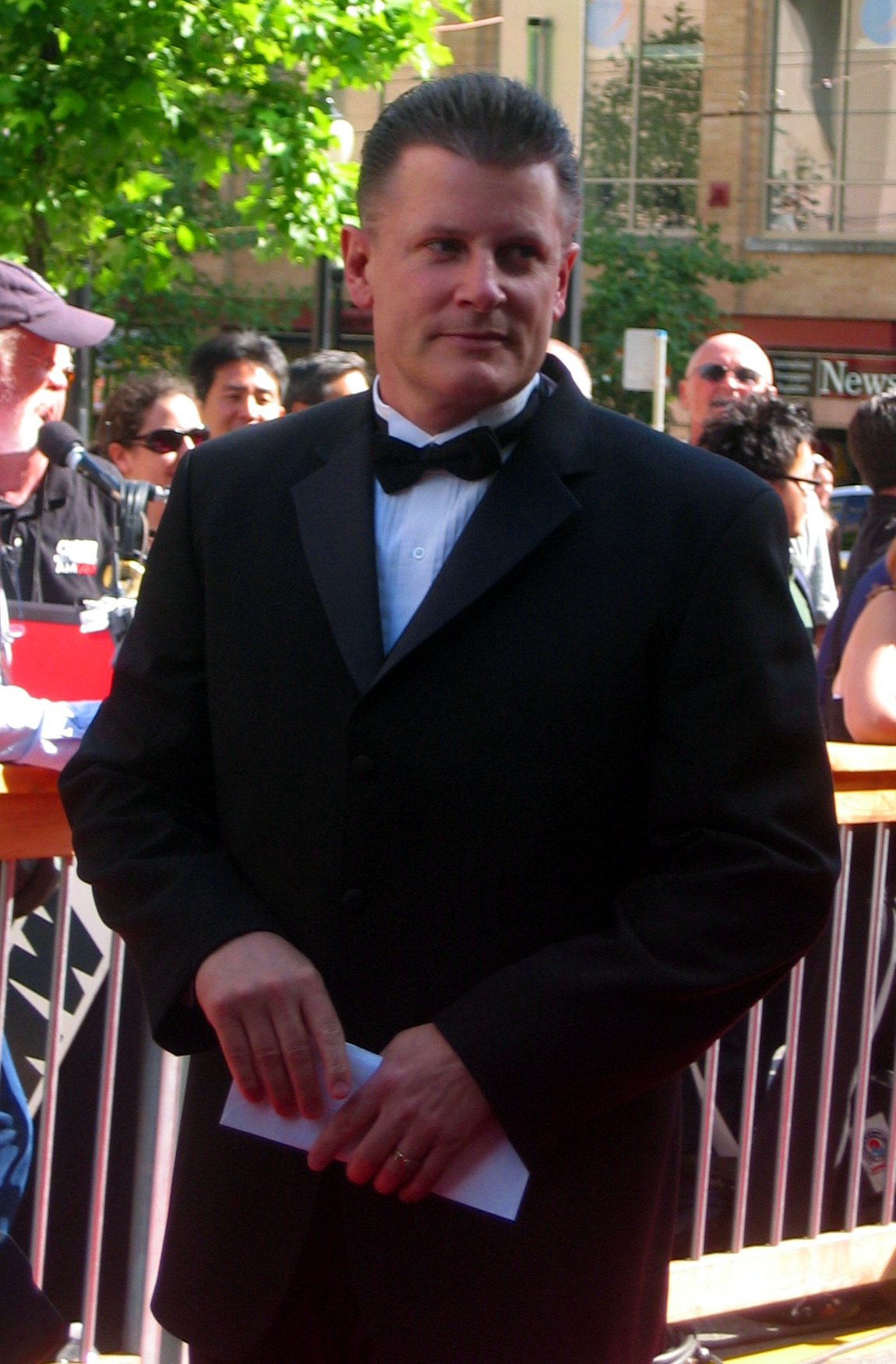
Marc Crawford, vincitore nella stagione 1994–95.

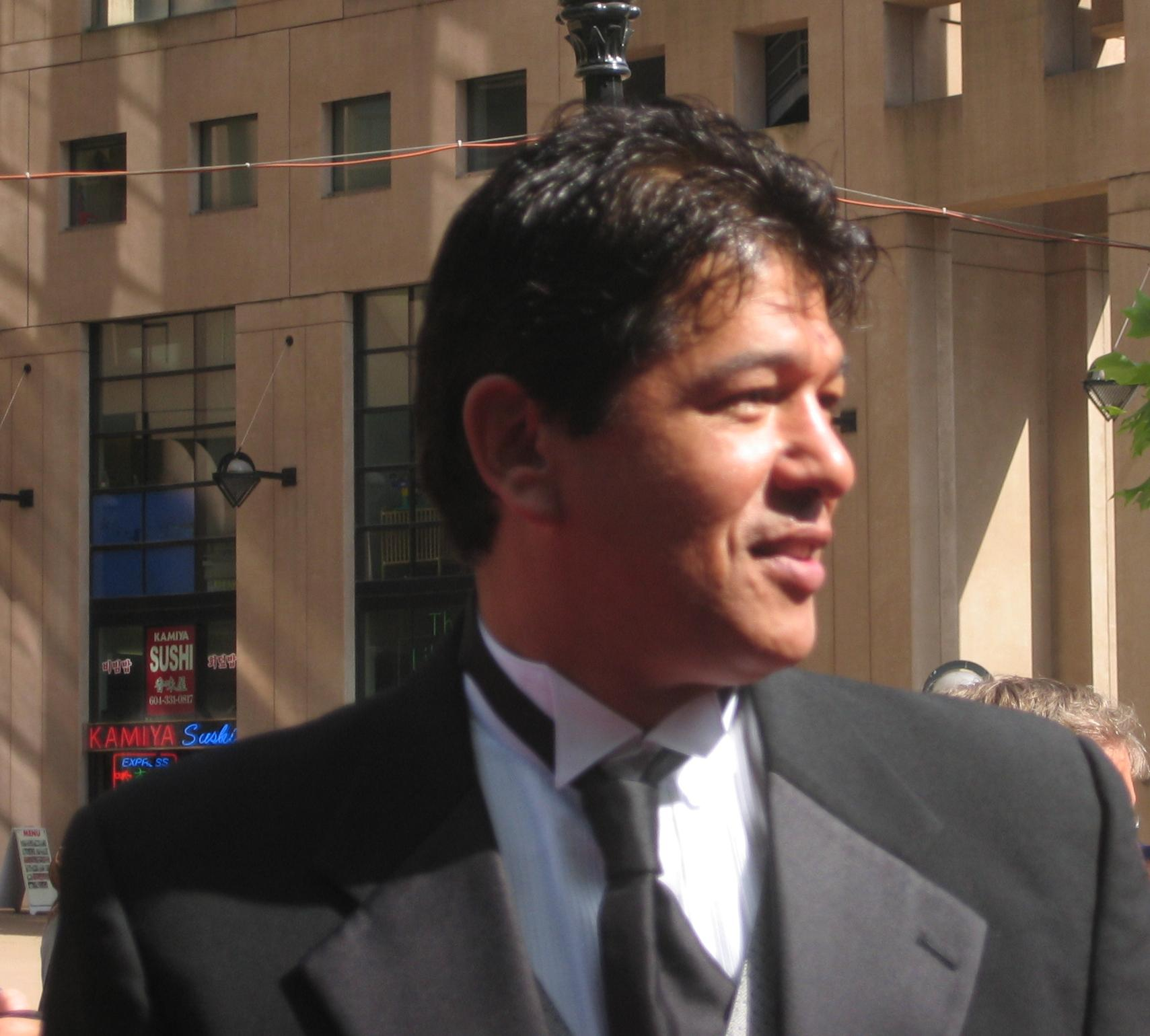
Ted Nolan, vincitore nella stagione 1996–97.

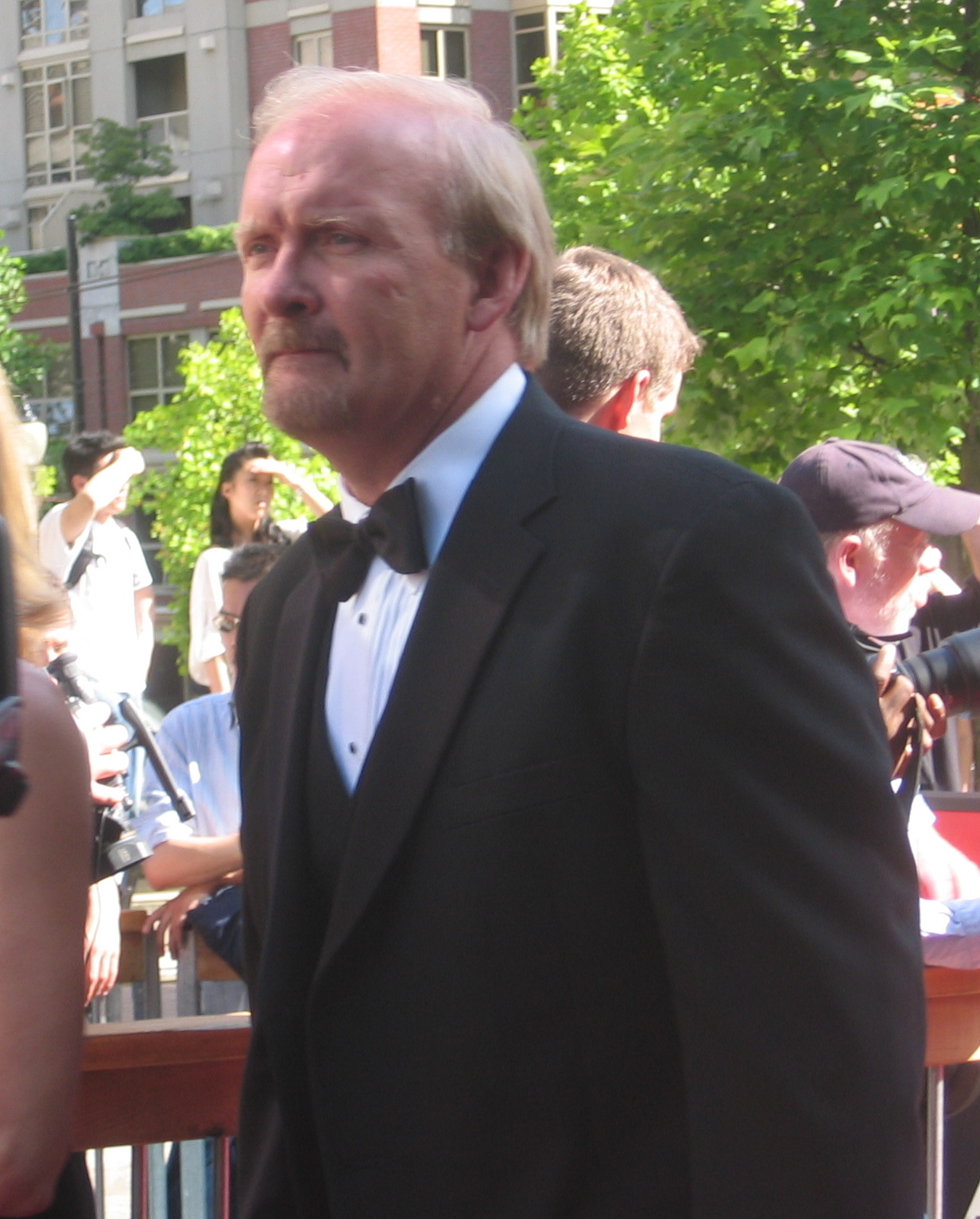
Lindy Ruff, vincitore nella stagione 2005–06.

| Stagione  | Vincitore                            | Squadra                              | Vittoria #                           |
| --------- | ------------------------------------ | ------------------------------------ | ------------------------------------ |
| 1973-74   | Fred Shero                           | Philadelphia Flyers                  | 1                                    |
| 1974-75   | Bob Pulford                          | Los Angeles Kings                    | 1                                    |
| 1975-76   | Don Cherry                           | Boston Bruins                        | 1                                    |
| 1976-77   | Scotty Bowman                        | Montreal Canadiens                   | 1                                    |
| 1977-78   | Bobby Kromm                          | Detroit Red Wings                    | 1                                    |
| 1978-79   | Al Arbour                            | New York Islanders                   | 1                                    |
| 1979-80   | Pat Quinn                            | Philadelphia Flyers                  | 1                                    |
| 1980-81   | Red Berenson                         | St. Louis Blues                      | 1                                    |
| 1981-82   | Tom Watt                             | Winnipeg Jets                        | 1                                    |
| 1982-83   | Orval Tessier                        | Chicago Blackhawks                   | 1                                    |
| 1983-84   | Bryan Murray                         | Washington Capitals                  | 1                                    |
| 1984-85   | Mike Keenan                          | Philadelphia Flyers                  | 1                                    |
| 1985-86   | Glen Sather                          | Edmonton Oilers                      | 1                                    |
| 1986-87   | Jacques Demers                       | Detroit Red Wings                    | 1                                    |
| 1987-88   | Jacques Demers                       | Detroit Red Wings                    | 2                                    |
| 1988-89   | Pat Burns                            | Montreal Canadiens                   | 1                                    |
| 1989-90   | Bob Murdoch                          | Winnipeg Jets                        | 1                                    |
| 1990-91   | Brian Sutter                         | St. Louis Blues                      | 1                                    |
| 1991-92   | Pat Quinn                            | Vancouver Canucks                    | 2                                    |
| 1992-93   | Pat Burns                            | Toronto Maple Leafs                  | 2                                    |
| 1993-94   | Jacques Lemaire                      | New Jersey Devils                    | 1                                    |
| 1994-95   | Marc Crawford                        | Quebec Nordiques                     | 1                                    |
| 1995-96   | Scotty Bowman                        | Detroit Red Wings                    | 2                                    |
| 1996-97   | Ted Nolan                            | Buffalo Sabres                       | 1                                    |
| 1997-98   | Pat Burns                            | Boston Bruins                        | 3                                    |
| 1998-99   | Jacques Martin                       | Ottawa Senators                      | 1                                    |
| 1999-2000 | Joel Quenneville                     | St. Louis Blues                      | 1                                    |
| 2000-01   | Bill Barber                          | Philadelphia Flyers                  | 1                                    |
| 2001-02   | Bob Francis                          | Phoenix Coyotes                      | 1                                    |
| 2002-03   | Jacques Lemaire                      | Minnesota Wild                       | 2                                    |
| 2003-04   | John Tortorella                      | Tampa Bay Lightning                  | 1                                    |
| 2004-05   | Premio non assegnato per il lockout. | Premio non assegnato per il lockout. | Premio non assegnato per il lockout. |
| 2005-06   | Lindy Ruff                           | Buffalo Sabres                       | 1                                    |
| 2006-07   | Alain Vigneault                      | Vancouver Canucks                    | 1                                    |
| 2007-08   | Bruce Boudreau                       | Washington Capitals                  | 1                                    |
| 2008-09   | Claude Julien                        | Boston Bruins                        | 1                                    |
| 2009-10   | Dave Tippett                         | Phoenix Coyotes                      | 1                                    |
| 2010-11   | Dan Bylsma                           | Pittsburgh Penguins                  | 1                                    |
| 2011-12   | Ken Hitchcock                        | St. Louis Blues                      | 1                                    |
| 2012-13   | Paul McLean                          | Ottawa Senators                      | 1                                    |
| 2013-14   | Patrick Roy                          | Colorado Avalanche                   | 1                                    |
| 2014-15   | Bob Hartley                          | Calgary Flames                       | 1                                    |
| 2015-16   | Barry Trotz                          | Washington Capitals                  | 1                                    |
| 2016-17   | John Tortorella                      | Columbus Blue Jackets                | 1                                    |
| 2017-18   | Gerard Gallant                       | Vegas Golden Knights                 | 1                                    |
| 2018-19   | Barry Trotz                          | New York Islanders                   | 2                                    |
| 2019-20   | Bruce Cassidy                        | Boston Bruins                        | 1                                    |
| 2020-21   | Rod Brind'Amour                      | Carolina Hurricanes                  | 1                                    |
| 2021-22   | Darryl Sutter                        | Calgary Flames                       | 1                                    |
| 2022-23   | Jim Montgomery                       | Boston Bruins                        | 1                                    |